# Rolf Agop

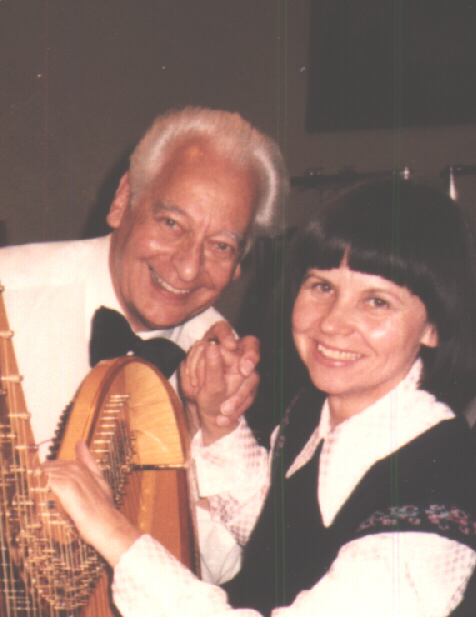
Rolf Agop mit der Harfenistin des Siegerland-Orchesters

Rolf Agop (* 11. Juni 1908 in München; † 15. Oktober 1998 in Hilchenbach) war ein deutscher Dirigent, Generalmusikdirektor und Hochschullehrer.

## Leben
Rolf Agop wurde 1908 als Sohn von Louise Agop, geborene Haecker, und des Kaufmanns Stephan Anton in München geboren. Nach seinem Musikstudium an der Münchener Akademie (Staatliche Akademie der Tonkunst) bei Hans Pfitzner, Hermann Wolfgang von Waltershausen, Heinrich Knappe, Hugo Röhr und Siegmund von Hausegger begann Agops künstlerische Laufbahn als Dirigent des Münchener Symphonie-Orchesters (1934 bis 1935) und 1935 bis 1938 als Kapellmeister an der Bayerischen Landesbühne, einem Tourneetheater. Es folgten drei Jahre (1938 bis 1941) als Kapellmeister und Chordirektor am Kärntner Grenzland-Theater in Klagenfurt. Von 1941 bis 1942 war Agop als musikalischer Oberleiter am Niederschlesischen Landestheater in Jauer und Bad Altheide sowie anschließend Kapellmeister am Stadttheater Nürnberg, bevor er 1943 zum bis 1945 dauernden Wehrdienst eingezogen wurde. Nach Kriegsende, von 1945 bis 1948, begann Rolf Agops Neubeginn als Kapellmeister an der Nürnberger Oper und war musikalischer Oberleiter der Vereinigten Theater von Nürnberg-Fürth sowie Leiter der städtischen Symphoniekonzerte. Als Stellvertreter des dortigen, wegen seiner Nähe zum Nationalsozialismus für einige Jahre suspendierten GMD Alfons Dressel hatte er Gelegenheit, auch große öffentliche Konzerte zu dirigieren, so etwa die romantische Kantate Von deutscher Seele von Hans Pfitzner, Agops früherem Lehrer und späteren Freund.
Im Jahre 1948 gab es erste Kontakte mit der Nordwestdeutschen Philharmonie in Bad Pyrmont, einem kurz vor der Auflösung stehenden Klangkörper. Er wirkte von 1948 bis 1952 als künstlerischer Oberleiter  der Nordwestdeutschen Philharmonie. Ab 1949 betreute Agop dann zusätzlich die Dirigentenklasse der Nordwestdeutschen Musikakademie in Detmold, zunächst als Lehrbeauftragter, zu Beginn der 50er Jahre als Professor. Viele seiner Schüler haben später ebenfalls viel beachtete Karrieren gemacht, wie etwa Wolfgang Trommer und Peter Rocholl. Von 1950 bis 1952 war Agop schließlich erster Chefdirigent der neuformierten Nordwestdeutschen Philharmonie, zunächst noch mit Sitz in Bad Pyrmont, später in Herford. Danach übernahm er ab 1952 für 10 Jahre als Generalmusikdirektor bis 1962 die Leitung der Dortmunder Philharmoniker am Opernhaus in Dortmund und war Gastdirigent vieler international bekannter Sinfonieorchester im In- und Ausland (u. a. in Malmö, Istanbul und Budapest). Im Laufe seines Lebens dirigierte er in 24 Ländern auf vier Kontinenten.
Von 1962 bis 1977 leitete er im Siegerland, in Hilchenbach das Siegerlandorchester, die heutige Philharmonie Südwestfalen. Die drohende Auflösung dieses Orchesters konnte Agop vermeiden. Zum Dank und als Zeichen der Verbundenheit des Orchesters mit seinem langjährigen Leiter wurde Agop zum „Ehrendirigenten auf  Lebenszeit“ ernannt. Zudem hatte er ab 1974 die „Woche junger Komponisten“ geleitet. Ab 1977 war er Leiter des Siegener Collegium Musicums und Dozent an der Siegerland-Universität. Er war Mitglied der Hans Pfitzner-Gesellschaft, der Richard-Strauss-Gesellschaft und der Internationalen Anton-Bruckner-Gesellschaft. Agop hatte das Bundesverdienstkreuz und das Verdienstkreuz der Mauretanischen Ehrenlegion erhalten.

Im Jahr 1985 erschien seine Autobiographie mit dem Titel Lex mihi ars – Nachdenkliche und kuriose Begegnungen mit großen Musikern. Darin schreibt er über seine Herkunft:

„Ich wurde 1908 in München geboren – als osmanischer Untertan – obwohl in meinen Adern kein Tropfen Türkenblut fließt. Aber mein Großvater väterlicherseits stammte als Voll-Armenier aus Kutahia in Kleinasien, das heute noch zur Türkei gehört. Er war übrigens reisender Meerschaumhändler und heiratete in Wien eine Ungarin, weshalb mein Vater 1878 als Wiener das Licht der Welt erblickte. Mein Vater heiratete 1906 in München meine Mutter, hatte aber immer noch die osmanische Staatsbürgerschaft. Erst 1915 wurde ich zusammen mit ihm naturalisiert, das heißt vom Türken, der ich ebensowenig war wie mein Vater, zum Deutschen verwandelt. Der armenische Name Agop ist mir dabei aber geblieben. Mein Großvater hieß sogar Stepan Agopian Kekligian.“

Rolf Agop lebte in Hilchenbach und Sachrang-Huben, war Mitglied des Lions-Club und starb am 15. Oktober 1998 im Alter von 90 Jahren in seinem Haus in Hilchenbach. Er war verheiratet mit der vor ihm verstorbenen Ria Agop, geborene Gugel.